# 광주운암초등학교
광주운암초등학교는 대한민국 광주광역시 북구에 있는 초등학교이다.

## 학교 연혁
- 1979.01.01 광주운암국민학교 설립인가
- 1979.11.10 광주운암국민학교 개교(광주동운국교 교실사용 9학급)
- 1981.12.03 철근콘크리트 스라브 3층 본관 24교실 신축
- 1982.12.31 철근콘크리트 스라브 3층 후관 15교실 증축
- 1985.02.01 경양국민학교 신설로 학구 조정
- 1986.08.28 철근콘크리트 스라브 3층 후관 3교실 증축
- 1986.10.18 시교육청 도덕과 연구학교 운영보고회(2/2)
- 1988.08.25 학교방송실 설치
- 1988.10.17 시교육청 지정 정화교육시범학교 운영보고회(2/2)
- 1990.11.01 시교육청 지정 컴퓨터교육 시범학교윤영보고회(2/2)
- 1992.03.01 대자국민학교 신설로 학구 조정
- 1992.09.15 시교육청지정 교단선진화 시범학교 (자연과)운영보고회(1/1)
- 1993.02.04 후관 교실 3칸 증축(1-3층)
- 1994.09.29 시교육청지정 교육방송 활용 협력 시범학교 운영보고회(2/2)
- 1995.03.30 ‘백상골 맛샘터’ 급식소 개소식
- 1996.10.09 광주운암초등학교 교명 변경
- 1996.10.09 교육부지정 기초과학교육 연구학교 운영보고회(2/2)
- 1997.10.22 시교육청 제2차 교단 선진화 시범학교 운영보고회(1/1)
- 1998.03.01 동림초등학교 신설로 학구 조정
- 1999.06.30 시교육청지정 사회교육시범학교 운영보고회(2/2)
- 1999.12.30 광주운암초등학교 병설유치원 설립인가
- 2000.06.01 광주운암초등학교 병설유치원 개원(1학급)
- 2002.11.06 시지정 급식교육 시범학교 운영 보고(2/2)
- 2003.02.19 제21회 졸업생 배출(총7,706명)
- 2004.02.18 제22회 졸업생 배출(총7,904명)
- 2004.03.01 제10대 김상일 교장선생님 부임
- 2005.02.18 제23회 졸업생 배출(총8,089명)
- 2005.11.02 시교육청 지정 실험실현대화 시범학교 운영 보고회(1/2)
- 2006.02.17 제24회 졸업생 배출(총 8,279명)
- 2006.03.01 학급수 증가(33학급)
- 2006.09.27 시교육청 지정 실험실현대화 시범학교 운영 보고회(1/2)
- 2007.02.15 제25회 졸업생 배출(총 8,464명)
- 2007.03.01 학급수 증가(36학급)
- 2007.03.01 제11대 안주현 교장선생님 부임(초빙)
- 2008.02.19 제26회 졸업생 배출(총 8,660명)
- 2009.02.18 제27회 졸업생 배출(총 8,884명)
- 2010.02.11 제28회 졸업생 배출(총 9,103명)
- 2011.02.18 제29회 졸업생 배출(총 9,300명)
- 2011.09.01 제12대 오은규 교장선생님 부임
- 2012.02.15 제30회 졸업생 배출(총 9,477명)
- 2013.02.15 제31회 졸업생 배출(총 9,652명)
- 2014.02.19 제32회 졸업생 배출(총 9,831명)
- 2015.02.17 제33회 졸업생 배출(총 9,960명)
- 2015.03.01 제13대 노덕순 교장선생님 부임
- 2018.02.09 제36회 졸업생 배출(총 10332명)
- 2018.03.01 제14대 정은숙 교장선생님 부임
- 2019.01.08 제 37회 졸업생 배출(총 10,448명)